# Pantana azona
Pantana azona är en fjärilsart som beskrevs av Collenette 1960. Pantana azona ingår i släktet Pantana och familjen tofsspinnare. Inga underarter finns listade i Catalogue of Life.